# 卜鴨肉
卜鴨肉即是台灣油炸鴨肉，「卜」在台語有「炸」的意思。卜鴨肉是宜蘭羅東的特產，如鹹酥雞，而鴨肉的纖維比雞肉酥脆結實，吃起來和鹹酥雞比起來，比較有韌度與嚼勁。
羅東夜市附近帝爺廟旁的卜鴨小吃，是官姓老闆所創立，當初以「卜二一鴨」兩字做為店名，而後由鐘女士接棒，現任老闆為鐘女士之子陳嘉祥。

## 作法
作法就是先以去頭去腳的鴨肉先把它剁碎，經過糖、鹽、米酒和醬油醃製調味後，並切成一塊一塊的，在外表上裹上地瓜粉，放進去油鍋裡炸成酥脆後再撈起來，在入鍋油炸時，必須要不停的翻動，才能避免肉塊黏住。

## 口感
吃起來不只有嚼勁，在肉塊中又帶點骨，使得口感更為扎實，也因為鴨肉醃過，感覺幾乎沒有腥味，在慢慢咀嚼的過程之中，會散發一股淡淡的甘甜滋味。

## 吃法
可以當作零嘴吃，也可以加入湯麵之中，如卜鴨麵、卜鴨米粉、卜鴨粿仔、卜鴨冬粉、卜鴨湯。

## 相關參考資料
1. 聯合新聞網 （页面存档备份，存于）
2. 奇摩新聞[永久]